# 제비우스
《제비우스》(Xevious, ゼビウス)는 남코 초기의 슈팅 게임으로, 1983년, 1984년 11월 8일 일본에서 발매되었다.

## 역사
제비우스는 초기의 (최초는 아님) 수평 스크롤링 슈팅 게임으로서, 이 장르의 여러 게임들에 상당한 영향을 미쳤다. 미리 렌더링 과정을 거친 그래픽스를 사용한 최초의 게임이었으며 혁신적인 팔레트 시프팅을 사용하기도 했다.
1983년에 제비우스는 북아메리카 시장에서 텔레비전으로 광고된 최초의 아케이드 게임이었다. 아타리는 "제비우스를 이길만큼 충분히 기만적입니까?"(Are you devious enough to beat Xevious?)라는 슬로건으로 게임을 광고했으며 "집에서 즐길 수 없는 아케이드 게임"이라는 꼬릿말로 광고를 마무리했다.

## 반응
1996년 넥스트 제너레이션은 아케이드 버전을 전시대 최고의 100개 게임에서 90번으로 등재하였으며 강렬한 액션, 다양한 적, 아트 감독, 레벨 디자인, 수많은 잠재적인 스킬 샷을 언급하였다.